# Saung Naga (Batu Raja Barat)
Saung Naga is een bestuurslaag in het regentschap Ogan Komering Ulu van de provincie Zuid-Sumatra, Indonesië. Saung Naga telt 6518 inwoners (volkstelling 2010).